# Comuna Liuhcea, Sarnî
Liuhcea (în ucraineană Люхча) este o comună în raionul Sarnî, regiunea Rivne, Ucraina, formată din satele Dubkî, Hlușîțea, Hlușîțke, Liuhcea (reședința) și Obirkî.

## Demografie
Componența lingvistică a comunei Liuhcea
     Ucraineană (99,16%)
     Alte limbi (0,78%)
Conform recensământului din 2001, majoritatea populației comunei Liuhcea era vorbitoare de ucraineană (99,16%), existând în minoritate și vorbitori de alte limbi.